# Mešeišta
Mešeišta (makedonska: Мешеишта) är en ort i Nordmakedonien. Den ligger i kommunen Debarca, i den sydvästra delen av landet, 100 kilometer sydväst om huvudstaden Skopje. Mešeišta ligger 757 meter över havet och antalet invånare är 2 452. Närmaste större samhälle är Struga, 13,6 kilometer söder om Mešeišta. 